# Eileen Walsh

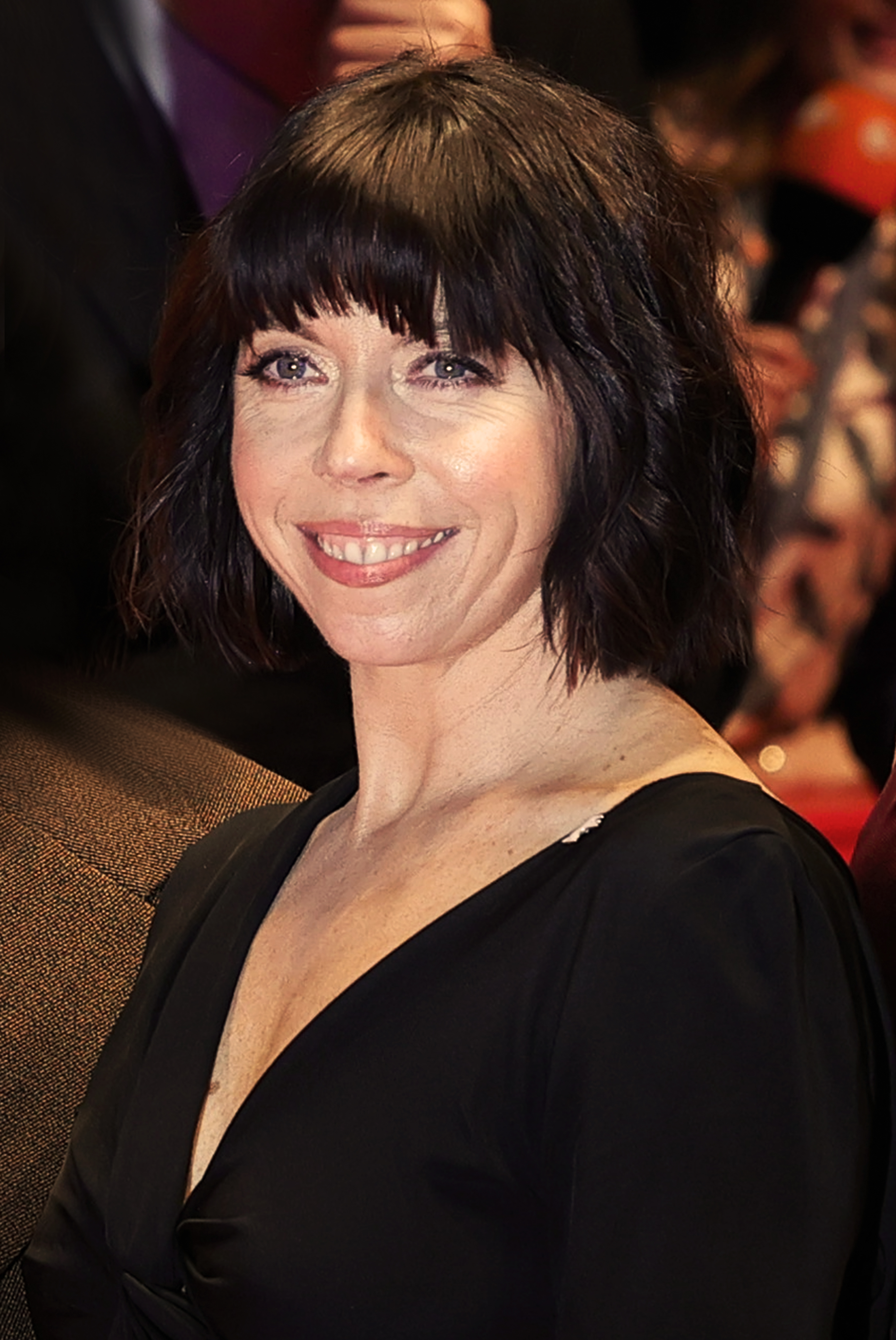
Eileen Walsh en la Berlinale 2024.

Eileen Walsh (Cork, 16 de abril de 1977) es una actriz irlandesa.

## Biografía
Nacida y criada en Cork, Irlanda, Walsh creció dentro de una familia católica, y no tenía ninguna intención de convertirse en actriz, hasta que siguió los psos de su hermana mayor Catherine Walsh, quien era actriz, y la joven Eileen comenzó a asistir al teatro. Su despegue actoral vino cuando hizo el papel de Runt en Disco Pigs, que fue bien acogida por la crítica. La películas que le siguieron fueron When Brendan Met Trudy, Las hermanas de la Magdalena, y The End.
En 2008, Walsh ganó el premio a la Mejor Actriz en el Tribeca Film Festival por su papel de Breda, en la película Eden.

## Filmografía
| Año  | Título                       | Papel               | Notas               |
| ---- | ---------------------------- | ------------------- | ------------------- |
| 1996 | The Van'                     | Chica               |                     |
| 1997 | Messaggi quasi segreti       | Segunda niña        |                     |
| 1997 | The Last Bus Home            | Carole              |                     |
| 1999 | Miss Julie                   | Sirvienta           |                     |
| 1999 | Janice Beard 45 WPM          | Janice Beard        |                     |
| 2000 | When Brendan Met Trudy       | Siobhan             |                     |
| 2001 | Look                         | Trish               | Cortometraje        |
| 2002 | Las hermanas de la Magdalena | Crispina            |                     |
| 2002 | Nicholas Nickleby            | El fenómeno infante |                     |
| 2003 | Lula Fantastic               | (voz)               | Corto de televisión |
| 2005 | Pure Mule                    | Therese Farrell     | 5 episodios         |
| 2005 | 33X Around the Sun           | Ruth                |                     |
| 2008 | Eden                         | Breda Farrell       |                     |
| 2008 | End                          | Jessica             | Cortometraje        |
| 2009 | Triage                       | Dr. Christopher     |                     |
| 2009 | The Ballad of Kid Kanturk    | Mona                | Cortometraje        |
| 2010 | Snap                         |                     |                     |
| 2015 | Catastrophe                  | Kate                | 1 episodio          |
| 2017 | The Children Act             | Naomi Henry         |                     |
| 2017 | Maze                         | Kate Marley         |                     |
| 2018 | Women On The Verge           |                     |                     |
| 2021 | Wolf                         | Dra. Angeli         |                     |
| 2024 | Small Things Like These      | Eileen Furlong      |                     |